# Собор Новгородских святых
Собор Новгородских святых — группа святых православных подвижников, связанных с Новгородом. Более ста угодников Божиих входят в Собор Новгородских святых, многие из них имеют общерусское празднование. Древний новгородский пантеон превосходил[в чём?] пантеоны других русских земель. Ярчайший пример — из 30 владык, возглавлявших новгородскую кафедру до 1478 г., 17 причислено к лику святых.

## Состав собора
В Собор входят:
- Свт. Иоаким Корсунянин, еп. Новгородский (+ 1030)
- Блгв. Владимир Ярославич Новгородский, чудотворец (+ 1052, память 4 октября)
- Прп. Анна (в язычестве Ингигерда, в миру Ирина) Новгородская, княгиня (+ 1050, память 10 февраля, 4 октября)
- Прп. Ефрем Новоторжский (+ 1053, память 28 января, 11 июня)
- Свт. Лука Жидята, еп. Новгородский (+ 1059, память 4 ноября (Новг.))
- Свт. Герман, еп. Новгородский (+ 1096)
- Свт. Никита Затворник, еп. Новгородский (+ 1108, память 31 января, 30 апреля, 14 мая)
- Блгв. Мстислав (в крещении Феодор) Владимирович Киевский, великий князь (+ 1132, память 15 апреля)
- Прп. Антоний Римлянин, Новгородский, чудотворец (+ 1147, память 17 января, 3 августа, пятница после 29 июня)
- Свт. Нифонт, еп. Новгородский (+ 1156, память 8 апреля)
- Свт. Аркадий, еп. Новгородский (+ 1162, память 18 сентября)
- Блгв.? Мстислав (в крещении Георгий или Фёдор) Храбрый, Новгородский, князь (+ 1180, память 14 июня)
- Свт. Илия, в схиме Иоанн, архиеп. Новгородский и Псковский (+ 1186, память 7 сентября, 1 декабря)
- Прп. Варлаам Хутынский, Новгородский, чудотворец (+ 1192, память 6 ноября, 1-я пятница Петрова поста)
- Свт. Григорий, архиеп. Новгородский (+ 1193, память 24 мая, 4 октября (См.[1])
- Свт. Мартирий, архиеп. Новгородский (+ 1199, память 4 июня (Новг.), 24 августа, 4 октября)
- Прп. Кирилл Новгородский, игум. (после 1196)
- Прп. Андрей Новгородский, игум. (XII)
- Благоверный Василий Новгородский, князь († 1219, память 4 октября)
- Прп. Антоний Дымский (+ ок. 1224, память 17 января, 24 июня)
- Блгв. Мстислав Новгородский, князь (+ 1228, память 4 октября)
- Блгв. Феодор Ярославич Новгородский, князь, брат св. Александра Невского (+ 1233, память 5 июня)
- Свт. Антоний, архиеп. Новгородский и Псковский (+ 1231—1238, память во 2-ю Неделю по Пятидесятнице)
- Прпп. Константин и Косма Косинские, Старорусские (+ ок. 1240, память 29 июля)
- Блгв.? Феодосия (в иночестве Евфросиния), княгиня, мать св. Александра Невского (+ 1244, память 4 мая)
- Прп. Ксенофонт Робейский, игум. (+ 1262, память 26 января, 28 июня)
- Блгв. вел. кн. Александр Невский, в схиме Алексей (+ 1263, память 30 августа, 23 ноября)
- Прп.? Харитина Литовская, Новгородская, княжна, игумения (+ 1281, память 5 октября)
- Свт. Феоктист, архиеп. Новгородский (+ 1310, память 23 января, 23 декабря)
- Свт. Василий Калика, архиеп. Новгородский (+ 1352, память 3 июля)
- Прпп. Сергий и Герман, чудотворцы Валаамские (XIV в., память 28 июня, 11 сентября)
- Свт. Моисей, архиеп. Новгородский (+ 1362, память 25 января)
- Прп. Кирилл Челменский (Челмский, Челмогорский), просветитель чуди (+ 1367, память 8 декабря)
- Прав. Иулиания Новгородская, мать блж. Николая Кочанова (+ 1383, память 10 февраля)
- Прп. Лазарь Мурманский (Муромский), Олонецкий, игум. (+ 1391, память 8 марта)
- Блаж. Феодор Новгородский, Христа ради юродивый (+ 1392, память 19 января)
- Блаж. Николай Кочанов, Новгородский, Христа ради юродивый (+ 1392, память 27 июля)
- Прпп. Исаакий, Кирилл, Климент, Никита и Никифор (Алфановы), Сокольницкие, Новгородские (XIV—XV, память 4 мая, 17 июня)
- Прп. Феофил и Иаков Омучские (+ ок. 1412, память 21 октября)
- Прп. Корнилий Палеостровский, Олонецкий, игум. (+ 1420, память 19 мая, 21 августа)
- Свт. Симеон, архиеп. Новгородский (+ 1421, память 15 июня)
- Прп. Кирилл (в миру Косма) Белозерский, игум. (+ 1427, память 9 июня)
- Прп. Леонтий Кариховский, Новгородский (+ ок. 1429, память 18 июля)
- Прп. Савватий Соловецкий, чудотворец (+ 1435, память 17 апреля, 8 августа, 27 сентября)
- Прп. Арсений Коневский (+ 1447, память 12 июня)
- Прп. Михаил Клопский, Новгородский, Христа ради юродивый (+ 1453—1456, память 11 января, 23 июня)
- Свт. Евфимий II (Вяжицкий), архиеп. Новгородский (+ 1458, память 11 марта)
- Прп. Савва Вишерский, Новгородский (+ 1461, память 1 октября)
- Прп. Варлаам Пинежский, Важский, Шенкурский (+ 1462, память 19 июня)
- Свт. Иона, архиеп. Новгородский (+ 1470, память 9 марта, 5 ноября)
- Прпп. Варвара и Сергий Свирские, родители прп. Александра Свирского (после 1474, память 30 августа)
- Прп. Зосима Соловецкий, игум. (+ 1478, память 17 апреля, 8 августа, 3 сентября)
- Прп. Александр Ошевенский, игум. (+ 1479, память 20 апреля)
- Прп. Герман Соловецкий (+ 1479, память 30 июля, 8 августа)
- Прп. Феофил Печерский, Новгородский, архиеп. Новгородский, в Дальних (Феодосиевых) пещерах (+ ок. 1482, память 26 октября)
- Прп. Мартиниан Белозерский, игум. (+ 1483, память 12 января, 7 октября)
- Прп. Ефрем Перекомский, Новгородский, игум., чудотворец (+ 1492, память 16 мая, 26 сентября)
- Прп. Моисей Белозерский (+ ок. 1492, память 23 февраля)
- Прп. Стефан Соловецкий, Трудник (+ после 1492, память 17 апреля)
- Прп. Филипп Соловецкий, пустынник (+ после 1492, память 14 ноября)
- Прп. Афанасий Муромский, Олонецкий, игум. (XV, память 8 марта)
- Прпп. Василий Соловецкий келейник и Иоанн Соловецкий свещеносец, ученики прп. Зосимы Соловецкого (XV, память 17 апреля)
- Блж. Георгий Шенкурский, Христа ради юродивый, чудотворец (XV, память 23 апреля (мест.))
- Прп. Евмений, Елеазар и Назарий Олонецкие, Мурманские (XV, память 4 июня)
- Прп. Досифей старец и Игнатий Молчальник Белозерские (XV, память 9 июня)
- Прп. Авраамий Палеостровский, Олонецкий, игум. (XV, память 21 августа)
- Прп. Андрей Вишерский (XV, память 1 октября)
- Прп. Герасим Соловецкий, отшельник, уч. прп. Зосимы Соловецкого (XV)
- Прп. Ианнуарий Соловецкий (XV)
- Прп. Макарий Соловецкий, рыбарь (XV)
- Прп. Онуфрий Соловецкий, пустынник (XV)
- Прп. Досифей Соловецкий, затворник (XV—XVI)
- Прп. Елисей Сумский, Соловецкий (XV—XVI, память 14 июня)
- Свт. Геннадий (Гонзов), архиеп. (+ 1504, память 4 декабря)
- Блаж. Галактион Белозерский, Христа ради юродивый (+ 1506, память 12 января)
- Прп. Герман Белозерский (+ 1508, память 23 февраля)
- Прп. Нил Сорский (Майков) (+ 1508, память 7 апреля, 7 мая)
- Прп. Пафнутий Кенский (+ 1515, память 15 мая)
- Прп. Пахомий Кенский (+ ок. 1515, память в субботу по Богоявлении)
- Свт. Серапион I, архиеп. Новгородский (+ 1516; память 16 марта, 7 апреля)
- Прмч. Иннокентий Комельский, Вологодский (в миру князь Охлябинин) (+ 1521, память 19 марта)
- Прав. Гликерия Новгородская, дева (+ 1522, память 13 мая)
- Прп. Филипп Ирапский, Череповецкий (+ 1527, память 14 ноября)
- Прп. Кирилл Белый, Новоезерский (Новгородский), иером. (+ 1532, память 4 февраля, 7 ноября)
- Прп. Макарий Оредежский, Новгородский, ученик прп. Александра Свирского (+ 1532, память 9 августа)
- Прп. Александр Свирский, чудотворец (+ 1533, память 17 апреля, 30 августа)
- Прав. Иаков Боровичский, Новгородский, Христа ради юродивый, чудотворец (+ ок. 1540, память 22 мая, 23 октября)
- Прп. Иродион Илоезерский, схимонах, ученик прп. Корнилия Комельского (+ 1541, память 28 сентября)
- Прав. Артемий Веркольский, отрок (+ 1545, память 23 июня, 20 октября)
- Прп. Иоанн Яренгский (+ 1544—1545, память 3 июля)
- Прп. Лонгин Яренгский, Соловецкий (+ 1544—1545, память 3 июля, 16 октября)
- Прмч. Адриан Ондрусовский (+ 1549, память 17 мая, 26 августа)
- Прп. Иоаким Опочский, игум., ученик прп. Евфросина Псковского (+ ок. 1550, память 19 апреля, 9 сентября)
- Прп. Нил Столобенский, Новгородский (+ 1554, память 27 мая, 7 декабря)
- Прп. Антоний (в миру Андрей) Сийский, иером. (+ 1556, память 7 декабря)
- Прпп. Вассиан Пертоминский и Иона Пертоминский, Соловецкие чудотворцы (+ 1561, память 5 июня, 12 июня)
- Прп. Зиновий Отенский (+ 1568, память 31 октября)
- Свт. Филипп II (в миру Феодор Колычев), митр. Московский и всея Руси, чудотворец (+ 1569, память 9 января, 30 мая, 3 июля)
- Правв. Иаков и Иоанн Менюжские, Новгородские отроки (+ 1566—1569, память 24 июня)
- Блаж. Арсений Новгородский, Христа ради юродивый (+ 1570, память 8 мая, 12 июля)
- Свт. Пимен (Чёрный), архиеп. Великоновгородский и Псковский (+ 1571, память 10 февраля, 25 сентября)
- Прп. Феодорит Кольский, архим., просветитель лопарей (+ 1571, память 17 августа)
- Прп. Никандр (в миру Никон) Псковский, пустынник, чудотворец (+ 1581, память 25 марта, 29 июня, 24 сентября)
- Прп. Анания Новгородский, иконописец (+ 1581, память 17 июня)
- Прп. Трифон (в миру Митрофан) Печенгский, Кольский, просветитель лопарей (+ 1583, память 1 февраля, 15 декабря)
- Прмчч. Герман и Гурий, Кольские (+ 1589)
- Прмч. Иона Печенгский, Кольский, иером. ученик прп. Трифона Печенгского (+ 1589, память 15 декабря)
- Прп. Иона Яшезерский (+ 1589—1592, память 22 сентября)
- Прп. Антоний Черноезерский (+ 1598, память 17 января)
- Прп. Киприан Сторожевский, бывший разбойник (+ после 1598, память 26 августа, 2 ноября)
- Прав. Параскева Пириминская, сестра св. Артемия Веркольского (XVI, память 23 июня)
- Прпп. Афанасий, Дионисий, Игнатий, Корнилий, Леонид, Феодор и Ферапонт Островские, ученики прп. Александра Свирского (XVI, память 30 августа)
- Прп. Даниил Шужгорский (XVI, память 21 сентября)
- Прп. Роман Перекомский (XVI, память 26 сентября)
- Прпп. Александр, Илия и Иоаким Сийские (XVI, память 7 декабря)
- Прп. Макарий Римлянин, Новгородский (XVI—XVII, память 19 января)
- Прп. Мартирий Зеленецкий, Великолуцкий (+ 1603, память 1 марта, 11 ноября)
- Прп. Никандр Городноезерский (+ 1603, память 15 марта, 4 ноября)
- Прп. Гурий Шалочский (+ ок. 1603, память 15 ноября)
- Прп. Андрей Соловецкий, пустынник (+ 1606)
- Прп. Корнилий Кожеезерский, игум (после 1606, память 27 июня)
- Прпп. Боголеп, Герман, Лонгин Кожеезерские, игумены (после 1606, память 12 августа)
- Прп. Серапион Кожеезерский (+ 1611, память 27 июня)
- Прп. Антоний Леохновский, Новгородский, игум. (+ 1611, память 13 июля, 17 октября, 2-я пятница после 29 июля)
- Прмч. Евфросин Синозерский (+ 1612, память 20 марта)
- Прп. Антоний Соловецкий, игум. (+ 1612—1613, память 17 апреля)
- Прп. Иаков Костромской, Соловецкий, игум. (+ 1614)
- Прп. Герман Столобенский, иером. (+ 1614, память 22 февраля (Твер.))
- Прп. Никифор Соловецкий, Новгородец, пустынник (+ 1617)
- Прп. Мисаил Соловецкий, иером., пустынник (+ ок. 1617)
- Прп. Иринарх Соловецкий, игум. (+ 1628, память 17 июля)
- Прп. Адриан и Нестор Соловецкие, пустынники (+ ок. 1632)
- Прп. Диодор Юрьегорский, схимонах (+ 1633, память 27 ноября (Здесь[1] дата 20 ноября))
- Прп. Тимофей (в схиме Феодор) Соловецкий, Алексинец, пустынник (+ 1634)
- Прп. Авраамий (в схиме Антоний) Кенский, Кожеезерский (+ 1634, память 7 июня)
- Прп. Савва Соловецкий, пустынник (+ 1636)
- Прп. Никодим (в миру Никита) Кожеезерский, Хозьюгский (+ 1640, память 3 июля, 31 октября)
- Свт. Аффоний, митр. Великоновгородский и Великолуцкий(+ 1653, память 6 апреля)
- Прп. Леонид Устьнедумский, иером. (+ 1654, память 17 июля)
- Прп. Елеазар (Севрюков) Анзерский, Соловецкий (+ 1656, память 13 января)
- Прп. Макарий Менюжский (+ ок. 1684, память 24 июня)
- Прп. Алексий Соловецкий, Калужанин, пустынник (сер. XVII)
- Прп. Гурий Соловецкий, «инок чудный» (сер. XVII)
- Прп. Ефрем Чёрный, Соловецкий, пустынник (сер. XVII)
- Блаж. Иоанн I Соловецкий, Христа ради юродивый (+ сер. XVII)
- Блаж. Иоанн II Соловецкий, Христа ради юродивый (+ сер. XVII)
- Прп. Иосиф I Соловецкий, пустынник (+ сер. XVII)
- Прп. Иосиф II Соловецкий, Младший, пустынник (+ сер. XVII)
- Прп. Кирик Соловецкий, больничный старец (+ сер. XVII)
- Прп. Прохор (Порфирий) Юрьегорский, Архангельский (+ сер. XVII)
- Прп. Севастиан Соловецкий, пустынник (сер. XVII)
- Прп. Тихон Соловецкий, Москвитянин, пустынник (сер. XVII)
- Прп. Трифон Соловецкий, пустынник (сер. XVII)
- Прп. Феодул Соловецкий, Рязанец, пустынник (сер. XVII)
- Прп. Авксентий Соловецкий, Кашкаранский (XVII)
- Прп. Аксий (Астерий) Соловецкий, Кашкаранский (XVII)
- Прп. Кассиан Муезерский, Соловецкий (XVII)
- Прп. Тарасий Соловецкий, Кашкаранский (XVII)
- Прп. Иов Анзерский, игум. (+ 1720, память 6 марта, 29 мая)
- Прп. Паисий Важский (?, память 27 июля)
- Блаж. Георгий Новгородский, Христа ради юродивый (?, память 3 ноября)
- Прп. Дионисий Новгородский (?)
- Прп. Никон Новгородский (?)

## Календарно-литургические указания и гимнография
Празднование совершается в 3-ю неделю (воскресение) по Пятидесятнице.
Установлено 10 июля 1981 года по инициативе митрополита Ленинградского и Новгородского Антония (Мельникова).
Тропарь чудотворцем Новгородским, глас 8
Яко всесветлии светильницы,
явистеся во стране сей,
святителие Новгородстии, преподобнии, и Христа ради юродивии, и вси праведнии,
постом насажденнии воздержанием напаяеми,
сего ради и сподобистеся быти приятелище Божия Духа
и чудеса действовати,
молите Христа Бога за вся люди,
спастися душам нашим.
Ин тропарь, глас 4
Пустынное житие возлюбивше, преподобнии отцы,
явистеся Новгородстей стране, яко иное солнце,
озаряюще сию молниями чудес ваших,
и просвещаете верою воспевающих вам:
радуйтеся, постников похвало и праведных удобрение.
Кондак Собору Новгородских святых, глас 5
Преподобнии отцы и чудотворцы,
угодницы Христовы,
Новоградстии светильницы,
иже ангельским житием просиявше,
Божественных сподобистеся даров,
Спасу служаще со Ангелы непрестанно,
молите избавитися нам от всякаго прегрешения
и душам нашим даровати велию милость.
Молитва Новгородским святым
О преподобнии и богоноснии отцы наши и вси праведницы, новгородская светила великая земная, в Российстей земли славно просиявшии и сию многими светозарными ангелоравнаго вашего жития звездами украсившии, всю же вселенную высоких добродетелей светлостьми и чудес Божественных блистании удивившии, и ныне, к смертному западу плотски во гроб зашедшии, душами со Христом, Солнцем правды, сущии праведницы, просвещаетеся, яко сном во Царствии Небеснем, идеже ныне молитвы ваша к Богу Свету, лучи, о отечестве своем, простирающе, не забудите и нас, в нощи страстей и скорбей пребывающих, всегдашнии наши молитвениицы, свыше богатыми призирати осиянии, яко да во свете добродетельнаго вашего жития право ходяще, сподобимся зрети Свет неприступный Славы Божия, хваляще Его купно с вами в нескончаемыя веки. Аминь.